# Disembolus stridulans
Disembolus stridulans là một loài nhện trong họ Linyphiidae.
Loài này thuộc chi Disembolus. Disembolus stridulans được Ralph Vary Chamberlin & Wilton Ivie miêu tả năm 1933.